# Clytus fulvohirsutus
Clytus fulvohirsutus är en skalbaggsart som beskrevs av Maurice Pic 1904. Clytus fulvohirsutus ingår i släktet Clytus och familjen långhorningar. Inga underarter finns listade i Catalogue of Life.